# Chytonix pyrrha
Chytonix pyrrha là một loài bướm đêm trong họ Noctuidae.